# Brest (Wit-Rusland)
Brest (historisch ook: Brest-Litovsk; Wit-Russisch: Брэст, Берасьце; Pools: Brześć Litewski, Brześć nad Bugiem of Brześć Białoruski; Russisch: Брест) is een stad in Wit-Rusland bij de Poolse grens, nabij de plaats waar de rivier de Moechavets uitmondt in de Boeg. Het is de hoofdplaats van de gelijknamige oblast Brest en had 347.574 inwoners in 2018.
De stad was een belangrijk wegenkruispunt in de Sovjet-Unie, en is nog een relevante stop op de as Berlijn-Moskou. Ook de spoorverbinding loopt via Brest. Hier worden treinen van en naar Polen en verder omgespoord van het Russische breedspoor naar het Europese normaalspoor. De stad ligt aan de grens tussen Polen en Wit-Rusland.

## Geschiedenis
De stad werd in 1017 gesticht door Slaven onder de naam Bereste, maar werd in 1241 veroverd door Mongolen en in 1319 door de Litouwers. De stad werd sindsdien Brest-Litovsk genoemd. In 1569 ging het deel uitmaken van het Pools-Litouwse gemenebest. In 1596 vond hier het Concilie van Brest plaats, waarbij de geünieerde oosters-katholieke kerken ontstonden.
Na de derde Poolse Deling in 1795 kwam Brest onder Russisch bestuur. De stad werd overgenomen door het Duitse Keizerrijk tijdens de Eerste Wereldoorlog in 1915. In maart 1918 werd in het fort van Brest de Vrede van Brest-Litovsk ondertekend, waardoor de oorlog tussen de net opgerichte Sovjet-Unie en Duitsland werd beëindigd. De stad werd ook overgedragen aan Duitsland, hoewel dit verdrag, en ook deze beslissing, aan het einde van de oorlog ongedaan werd gemaakt door het Verdrag van Versailles.
In 1919 werd Brest het bezit van het nieuwe Polen, formeel geregeld in de Vrede van Riga van 1921. Het fort van Brest, dat zwaar beschadigd werd tijdens de Eerste Wereldoorlog werd gedeeltelijk een wapenmagazijn en gedeeltelijk een gevangenis. De stad werd op 17 september 1939, zeventien dagen na het begin van de Duitse inval in Polen, door de Poolse troepen verlaten.
De stad werd overgenomen aan het einde van 1939 door de Sovjet-Unie volgens het Molotov-Ribbentroppact, dat Polen verdeelde in een Duits en een Russisch gedeelte. De meeste Wit-Russen zien dit als een hereniging van Wit-Rusland.
Op 22 juni 1941 werd de stad aangevallen door Duitsland aan het begin van Operatie Barbarossa. Het Sovjetleger hield tot 29 juni stand in het fort van Brest. De stad en het fort werden aan het einde van de oorlog heroverd door de Sovjet-Unie in 1944. Het fort kreeg daarom in 1965 de eretitel heldenfort. Tijdens de Sovjetrepubliek gingen veel schoolreisjes (van de Pioniers) naar het fort. Hierdoor ontwikkelde Brest in de tweede helft van de 20ste eeuw een toeristische industrie. Na 1991 is het bezoek aan Brest afgenomen.
Volgens de overeenkomsten van de Conferentie van Jalta van februari 1945 werd Brest onderdeel van de Wit-Russische SSR. De Poolse meerderheid van de bevolking werd verdreven. Wit-Rusland werd in 1991 onafhankelijk van de Sovjet-Unie en Brest bleef in Wit-Russisch bezit.

## Sport
Dinamo Brest en FK Ruch Brest zijn de betaaldvoetbalclubs van Brest. Dinamo Brest is verreweg de succesvolste club van de stad en werd in 2019 voor het eerst kampioen van de Vysjejsjaja Liga.

## Partnersteden
- Petrozavodsk (Rusland)
- Coevorden (Nederland)

## Bezienswaardigheden
- het Monument “Heldenfort”
- het Fort V
- het Museum van de Ondergeschiktheid
- het Brest Regiomuseum
- het Stadsmuseum van Brest
- het Spoorwegmuseum
- Berestje, het archeologisch museum van Brest

## Bekende inwoners van Brest

### Geboren
- Menachem Begin (1913-1992), premier van Israël (1977-1983) en Nobelprijswinnaar (1978)
- Gennadi Bondaroek (1965), voetballer
- Joelija Nestsjarenka (1979), sprintster
- Anna Sjarevitsj (1985), schaakster
- Lioebow Tsjarkasjyna (1987), ritmisch gymnaste
- Andrej Krasilnikaw (1989), wielrenner

## Trivia
- In 2010 is de film Brestskaya krepost verschenen over de slag in Brest.

## Fotogalerij

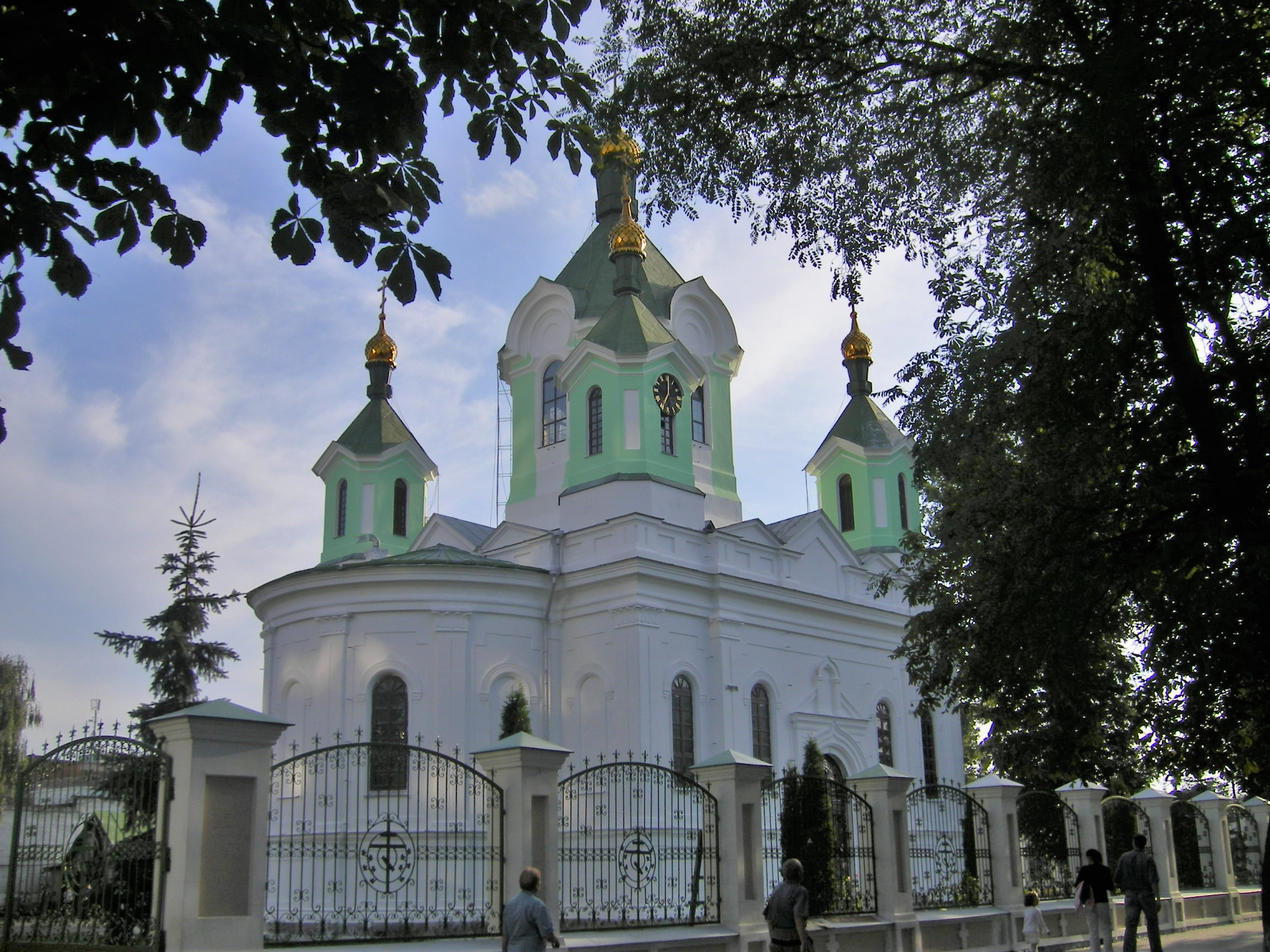
Oosters-orthodoxe kerk in Brest
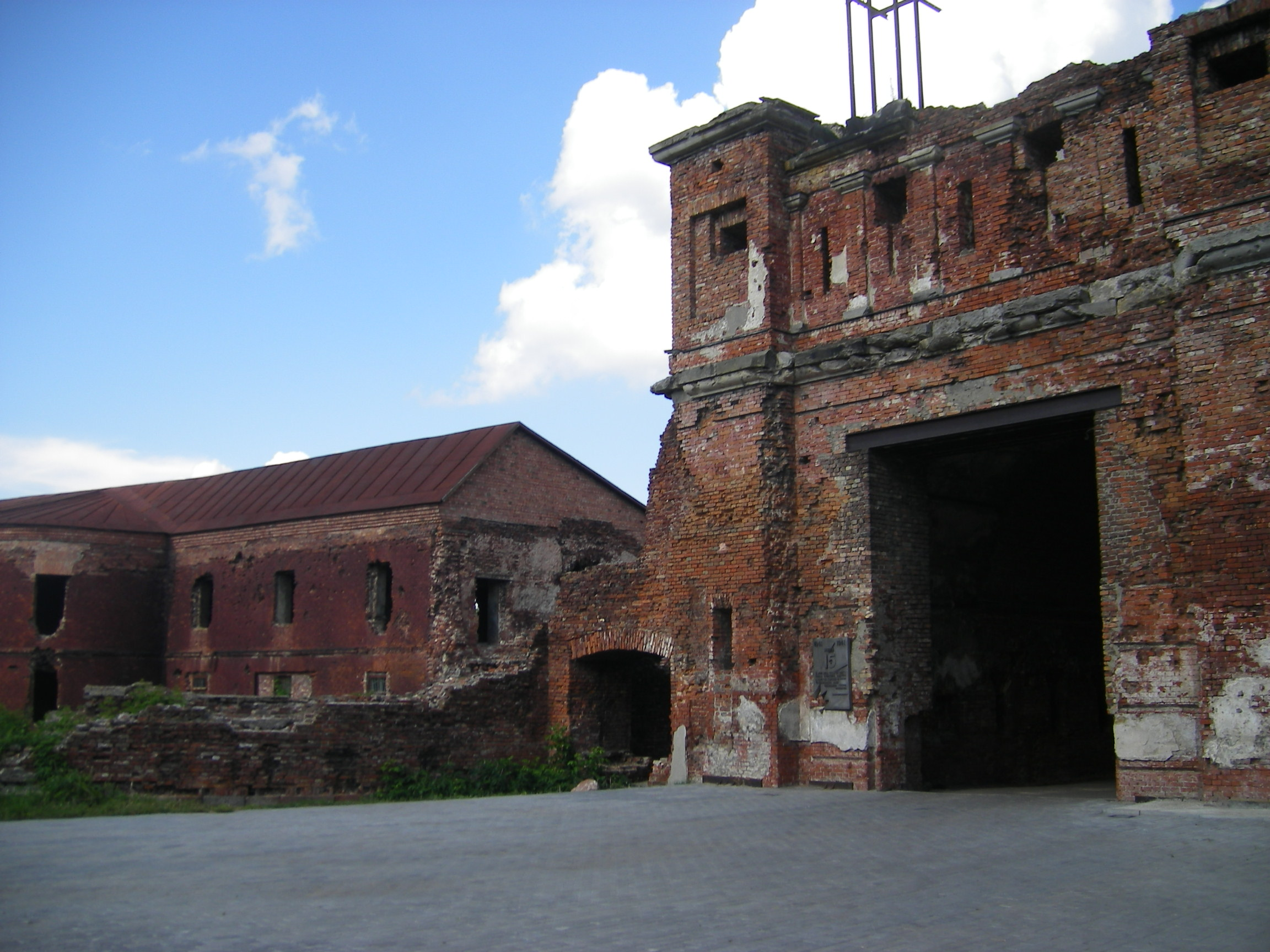
Het fort van Brest
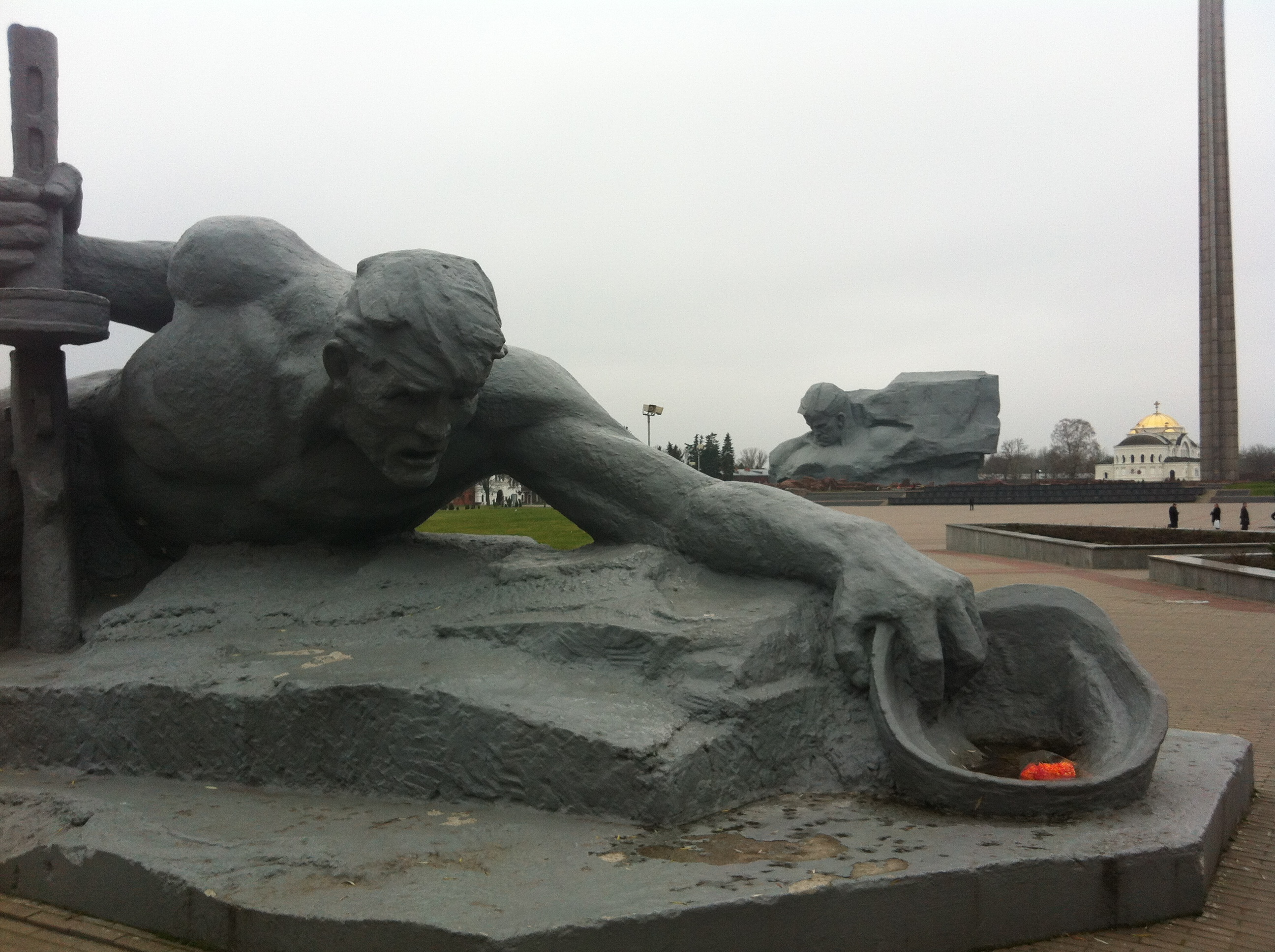
Het hoofdeiland van het fort van Brest
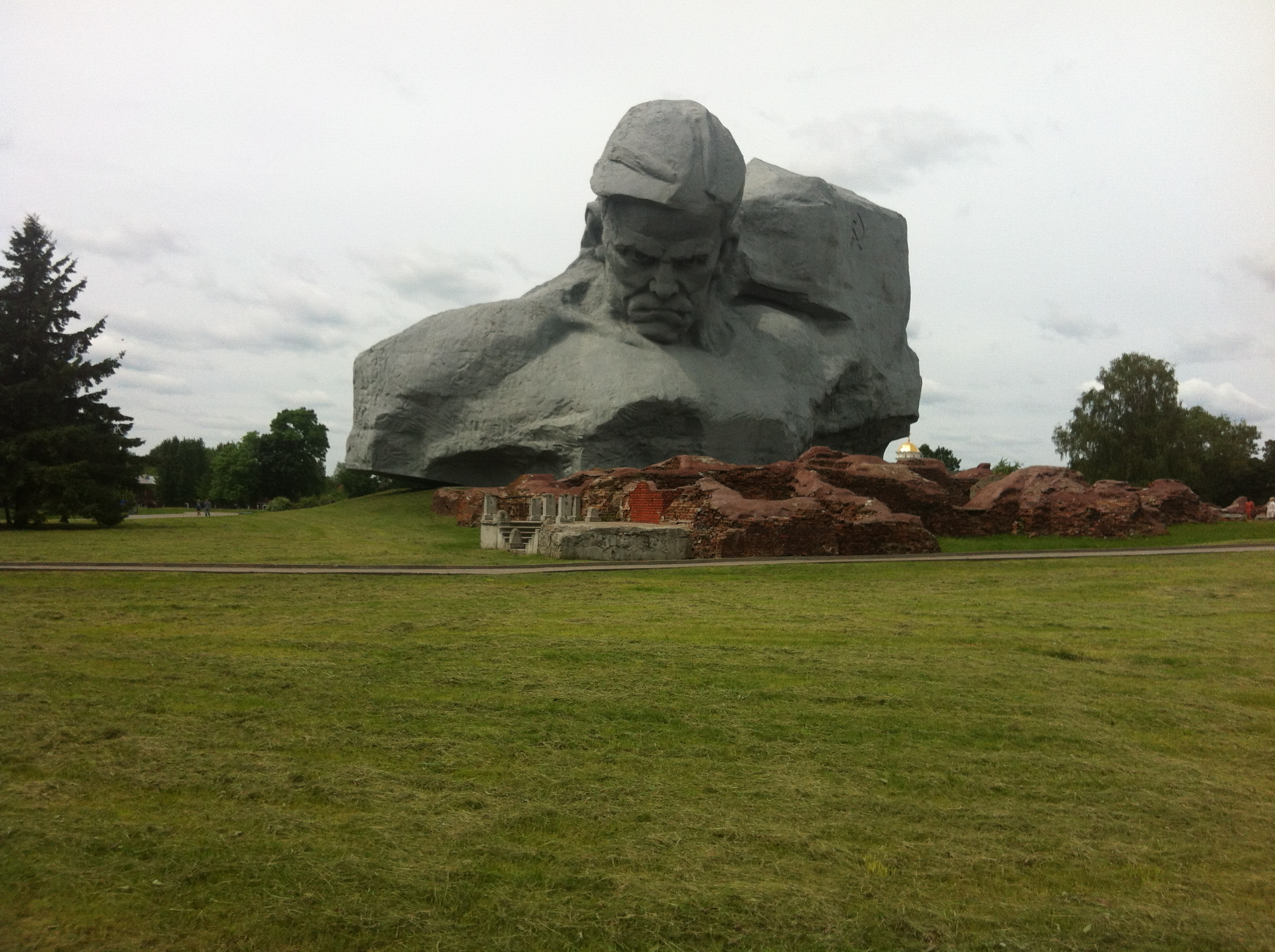
Binnen in het fort van Brest
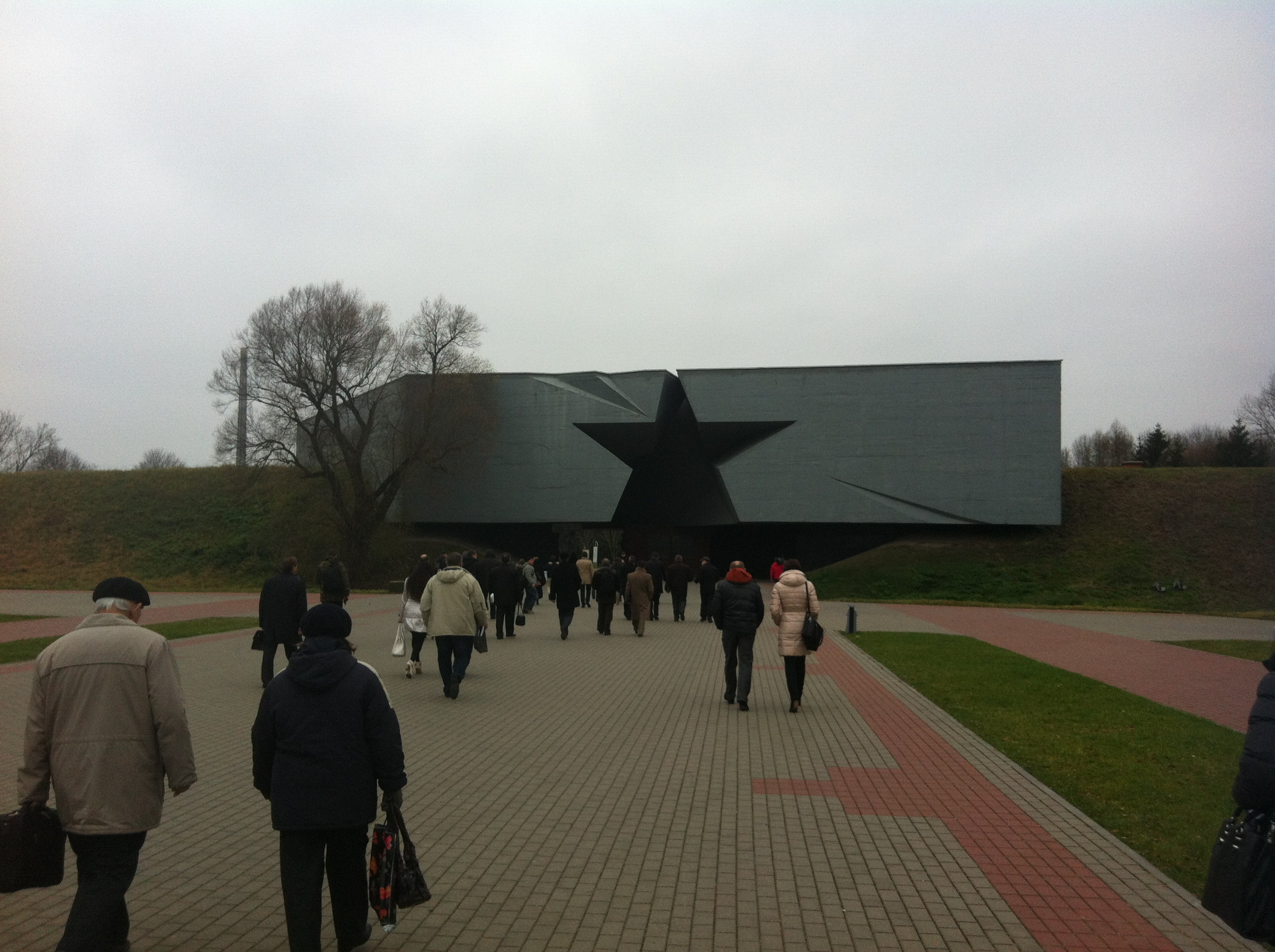
De entree van het fort van Brest
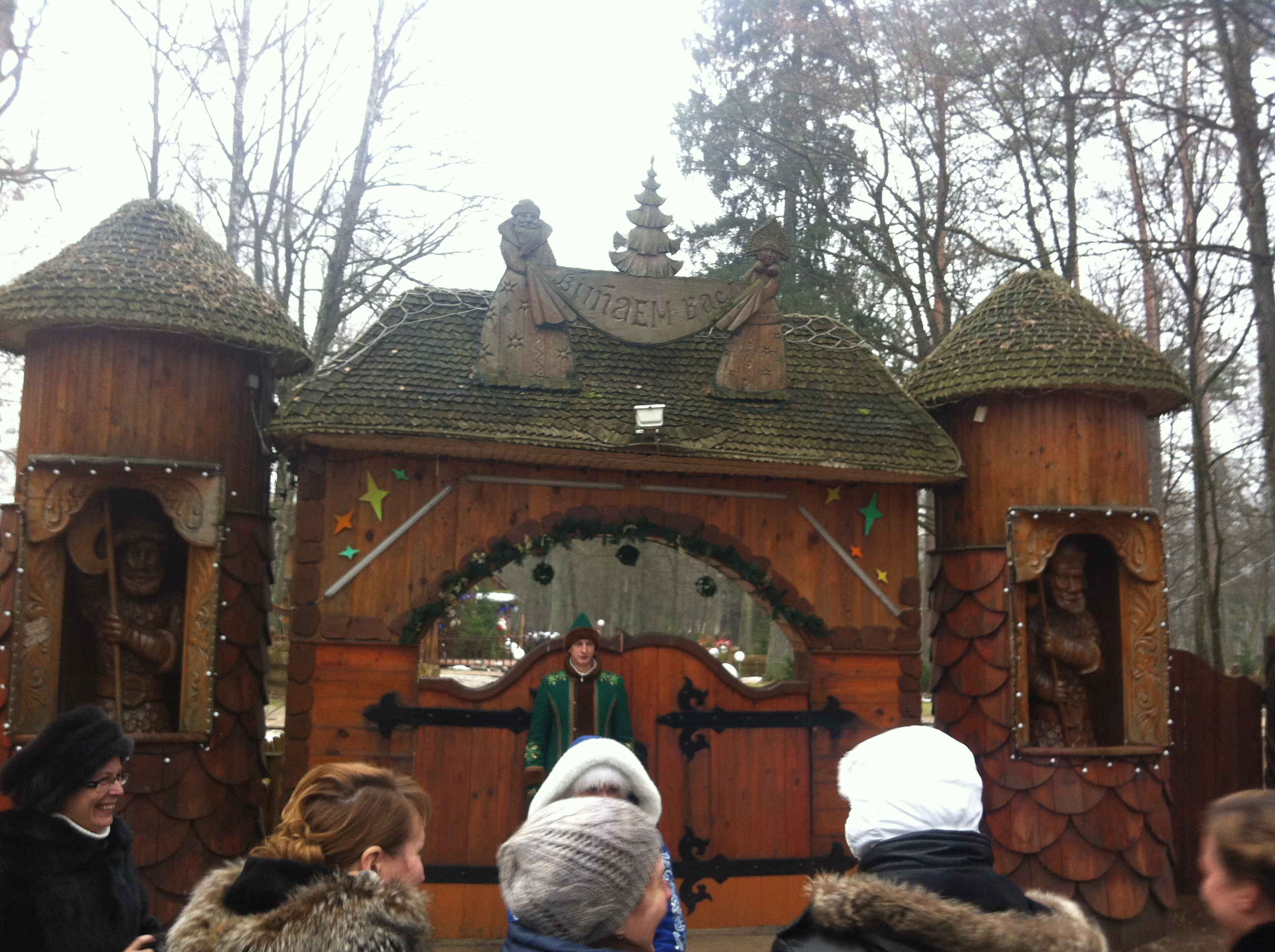
Het Vadertje Vorst Lunapark
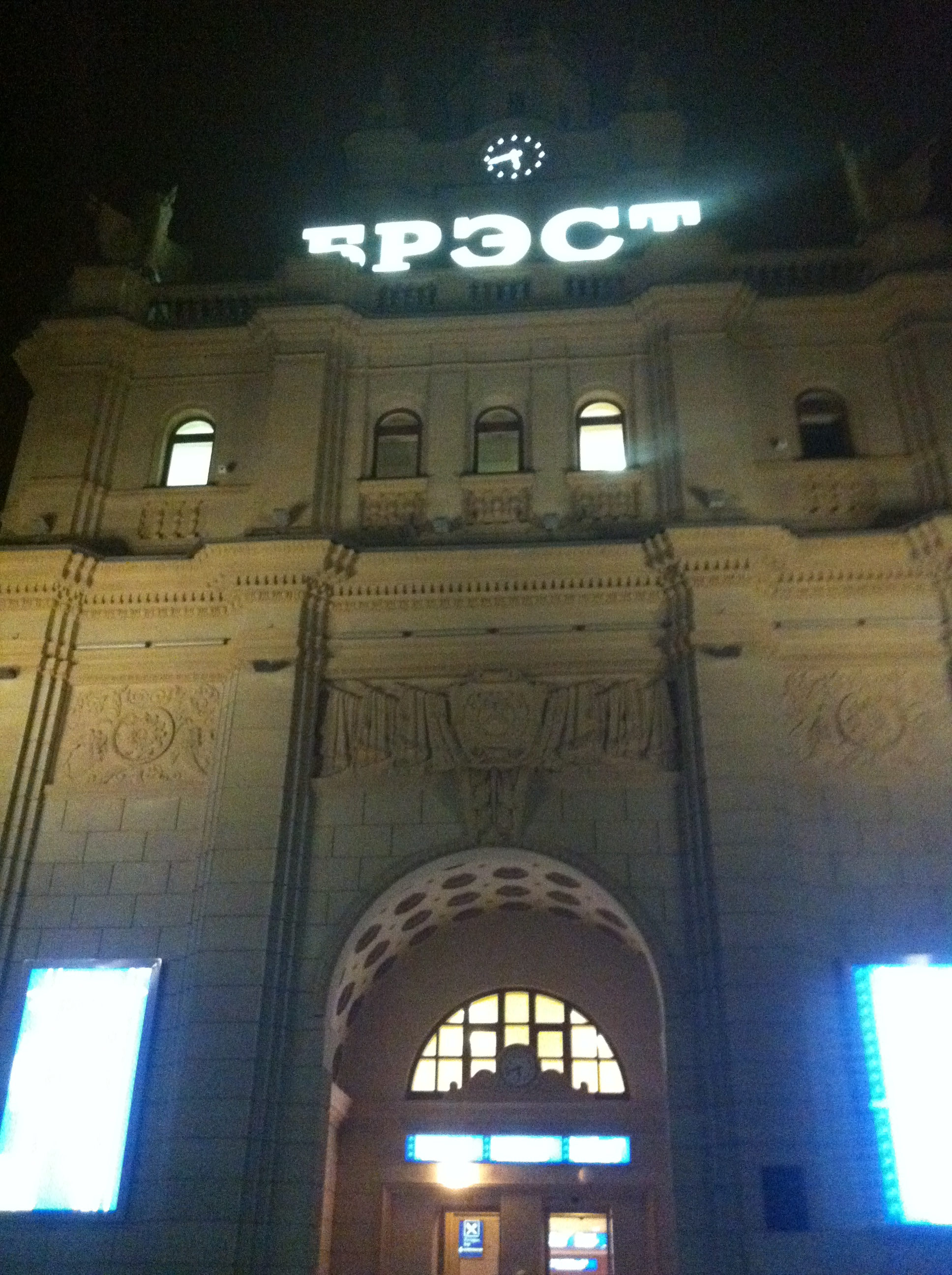
Het trein- en grensstation
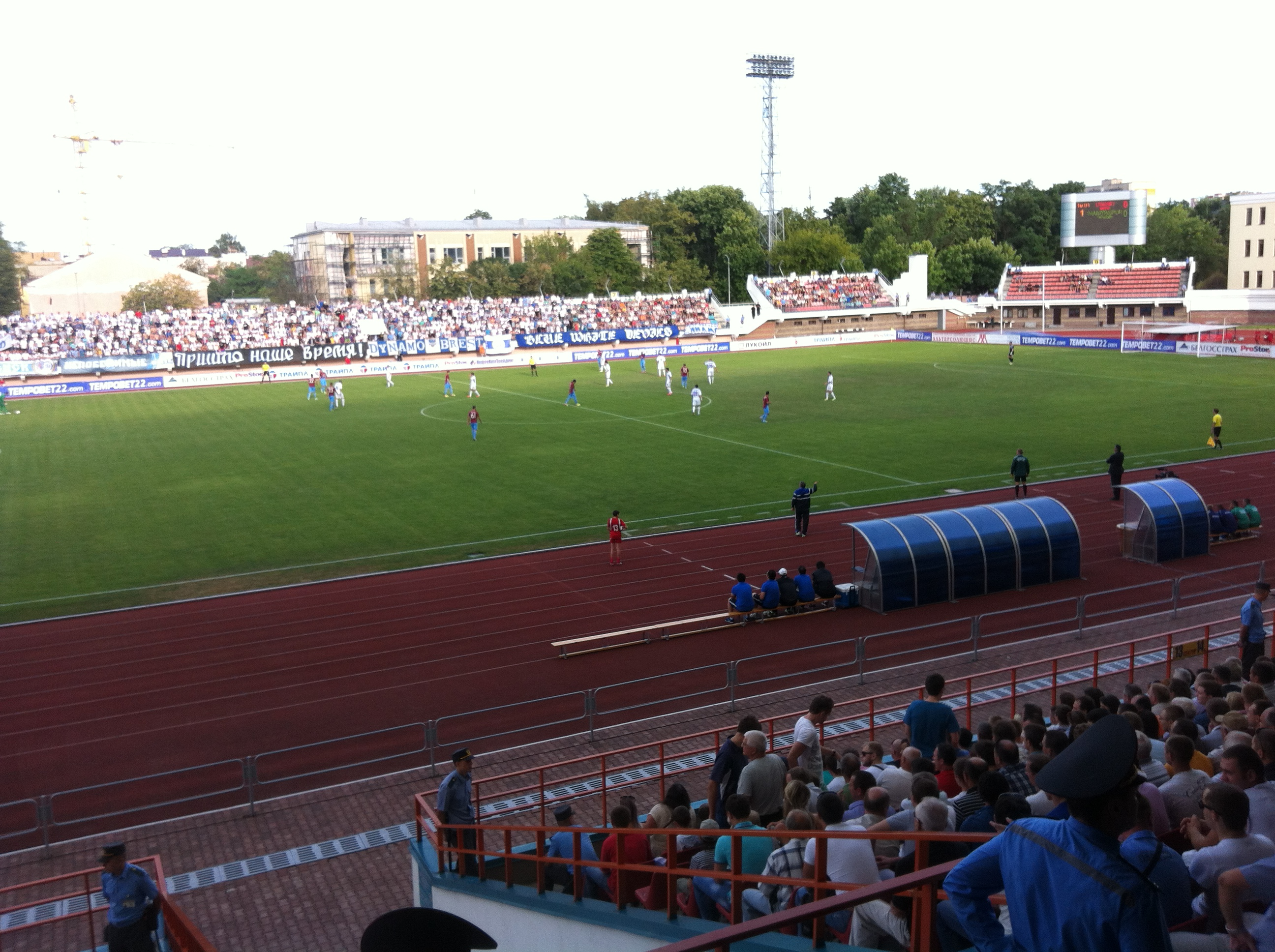
Het voetbalstadion Dynamo
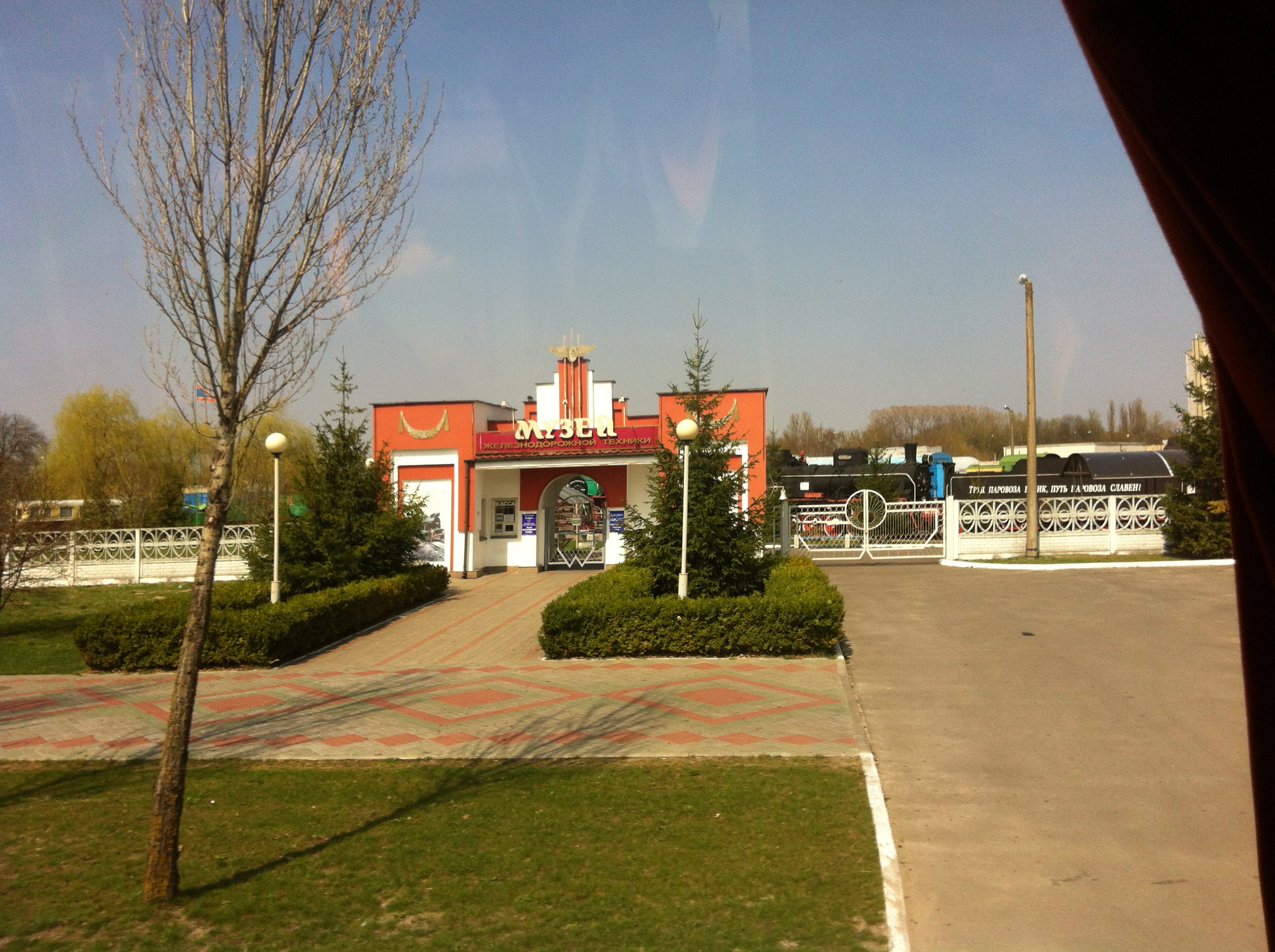
Het Spoorwegmuseum

Fort Brest · Kertsj · Kiev · Leningrad · Minsk · Moermansk · Moskou · Novorossiejsk · Odessa · Sebastopol · Smolensk · Stalingrad · Toela